# إدوارد كولونا
إدوارد كولونا (بالألمانية: Édouard Colonna) هو مصمم وصائغ ذهب ألماني، ولد في 11 مايو 1862 في مولهايم أن در رور في ألمانيا، وتوفي في 14 أكتوبر 1948 في نيس في فرنسا.